# Kula (Istočna Ilidža)
Pour les articles homonymes, voir Kula.
Kula (en serbe cyrillique : Кула) est un village de Bosnie-Herzégovine. Il est situé dans la municipalité d'Istočna Ilidža, république serbe de Bosnie.